# ハリエット・タブマン

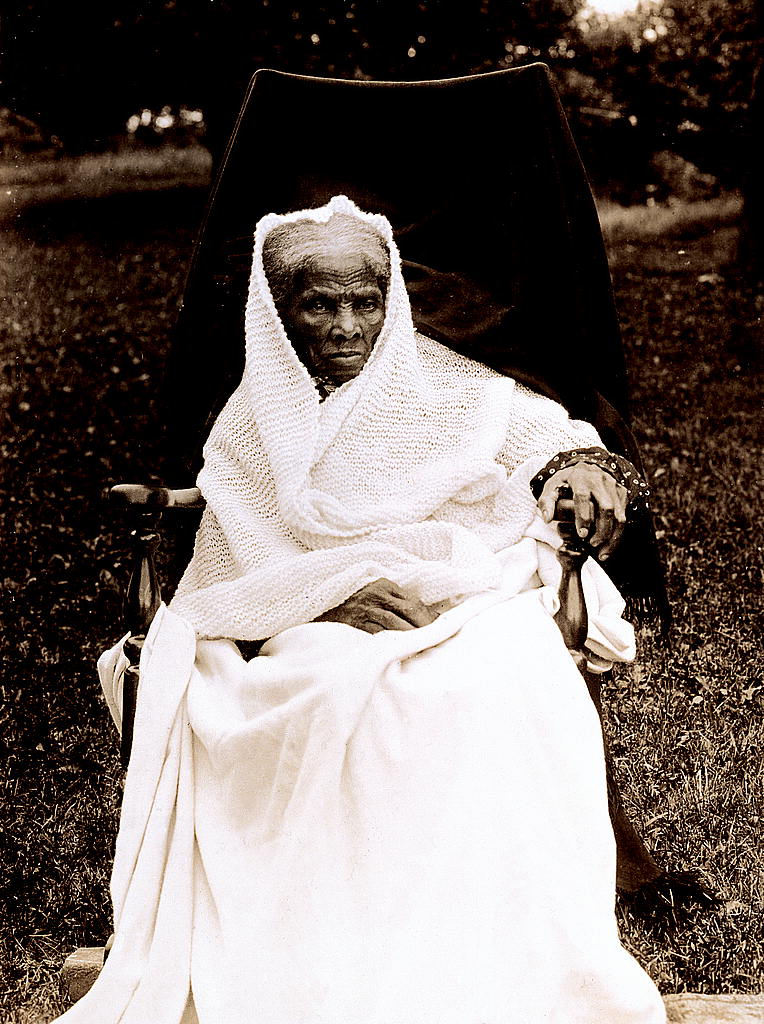
最晩年のタブマン（1911年）

（南から北へ）タブマンの生地と逃亡先、永住の地。五大湖沿岸の町へは両親を脱出させた。

ハリエット・タブマン・デイヴィス（Harriet Tubman Davis、1822年3月頃 - 1913年3月10日）は、アメリカ合衆国の元黒人奴隷、奴隷解放運動家、女性解放運動家。
タブマンは特に、黒人の逃亡奴隷をひそかに領外に逃がすための秘密結社「地下鉄道」の指導者のひとりとして知られる。その功績になぞらえて「モーセ」と尊称された。
2016年、20ドル札のデザインに初めてアフリカ系アメリカ人として初めて採用されるも、トランプ政権下で棚上げされていたが、2021年1月25日、バイデン政権下で変更手続きが再開されることが発表された。

## 来歴

### 出生
メリーランド州で、黒人奴隷である両親から生まれた。生まれたときの名はアラミンタ・ロス（Araminta Ross）、通称ミンティ（Minty）。ハリエットの名は、その名から取って名乗ったものであるが、改名時期には諸説（結婚時など）ある。5歳からメイド兼子守りとして働きはじめた。1844年ごろ、自由黒人であるジョン・タブマンと結婚した。長年の奴隷生活に堪え、奴隷監督からの殴打などを含む虐待に耐えたが、頭部に受けた殴打は後遺症を残し、生涯ナルコレプシーとてんかんに悩まされることになる。

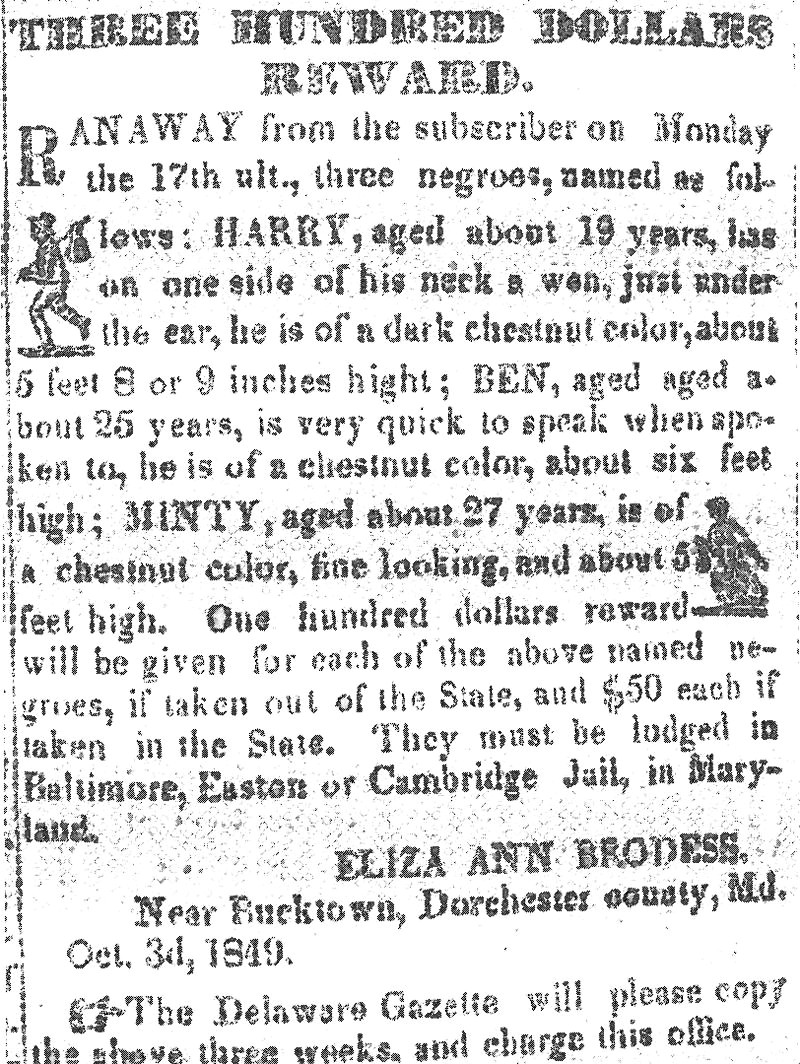
逃亡奴隷の懸賞金に関する公告。Minty（ハリエット）と弟の名前がある。

### 奴隷解放運動から南北戦争への従軍

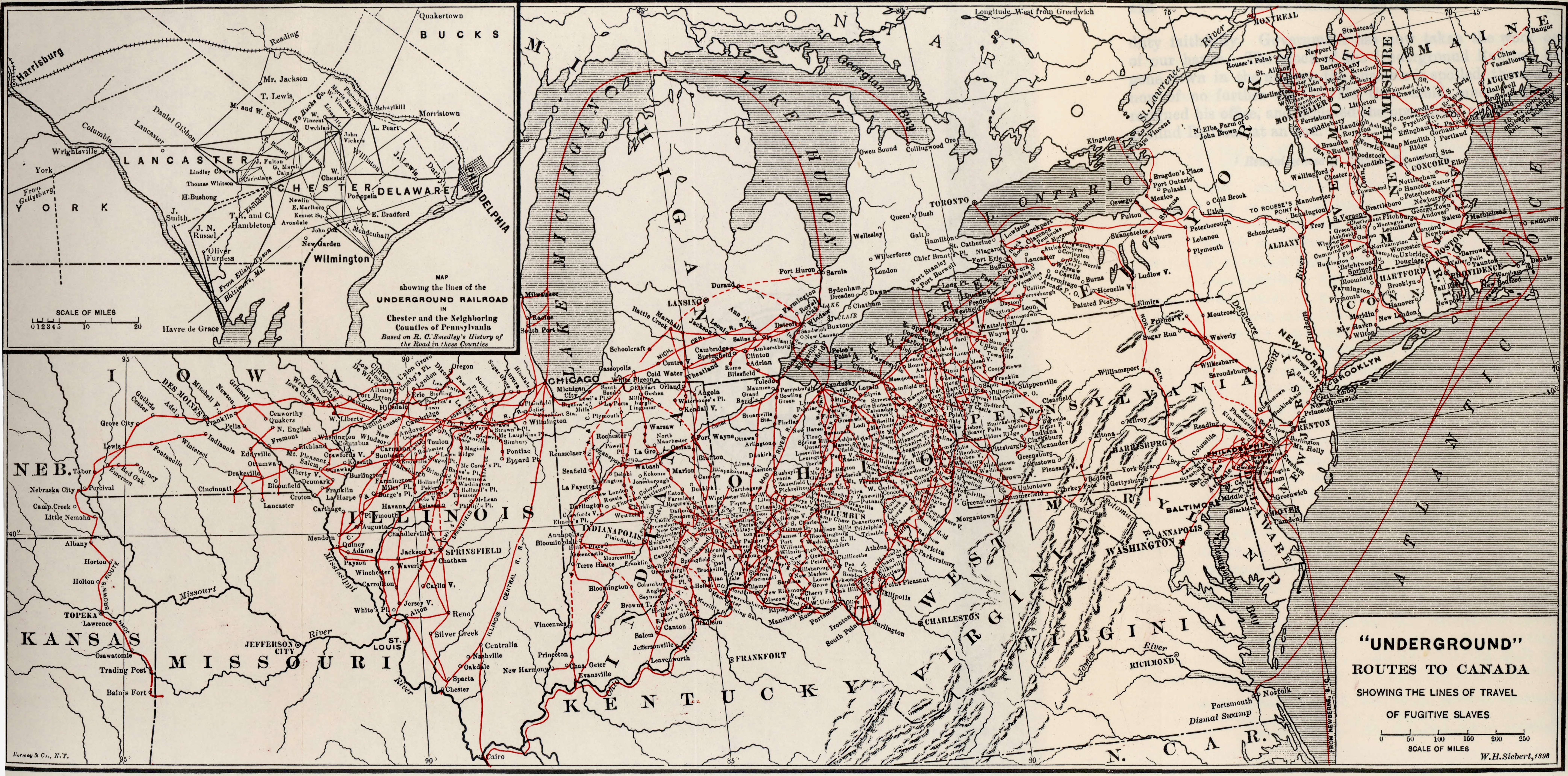
1830年から1865年の期間にアメリカで機能した「地下鉄道」の経路図。実際の列車が走る鉄路ではなく、黒人奴隷を自由州やカナダに逃がす秘密の脱出ルート。食料や衣料品の提供者や、安全な隠れ家を結ぶネットワークが築かれ、「車掌」と呼ばれた引率者が逃亡奴隷を連れて立ち寄った。

1847年、奴隷主が死に、奴隷は売り払われると聞いたことをきっかけに、脱出を渋る夫を残して北部のフィラデルフィアへ逃亡した。その途上、奴隷解放運動主義者で非合法組織である地下鉄道を支援していたクェーカー教徒に助けられた。
フィラデルフィアではレビ・コフィンやトーマス・ギャレット、フレデリック・ダグラスやジョン・ブラウンらの奴隷解放運動家と交流を持った。やがて脱走奴隷を助けることを違法化する「逃亡奴隷法」(en) が1850年に成立した。タブマンは、奴隷を自由にする活動をしている人々の組織である「地下鉄道（Underground Railroad）」に加わる決心をすると、地下鉄道の「車掌」としてその運行をはじめた。やがてタブマンの受け持ち路線は当時のアメリカの北の国境へと伸びていった。
後述の自叙伝によれば、1850年から1860年の間に約19回の南部との往復を繰り返したといい、自分の両親を含む300人余りの奴隷の「乗客」のだれも捕まることなく自由に導いたとされる。ハリエット・タブマン自身も一度も捕まらず、「車掌」として成功をおさめ、その活動のリーダー的な存在になったという。そのためタブマンに掛けられた賞金額は合計4万ドルを超えたとされる。しかしケイト・ラーソン (en) の研究によれば、実際に助けたのは13回の往復で70-80人ほどであり、掛けられた賞金も50-100ドル程度という説もある。
1861年に南北戦争が勃発すると、料理人および看護婦として働くとともに、北軍のためのスパイ、武装した斥候をも務めた。1863年夏、タブマンはサウスカロライナ州で解放奴隷に読み書きを教えていたとき、北軍が近くの川の渡し場（Combahee Ferry）を襲撃すると聞いて作戦に加わると、アメリカ史上初の女性指揮官として兵士を動かし、避難した南軍側の地主が置いていった奴隷750人近くを船に載せて北軍領地に移送した。このときを含め、軍務においても、タブマンは一度も捕えられることはなかった。「地下鉄道」の「車掌」だった時の経験から、地方の事情に詳しかったため、斥候として高い評価を受けた。

### 34年後の年金

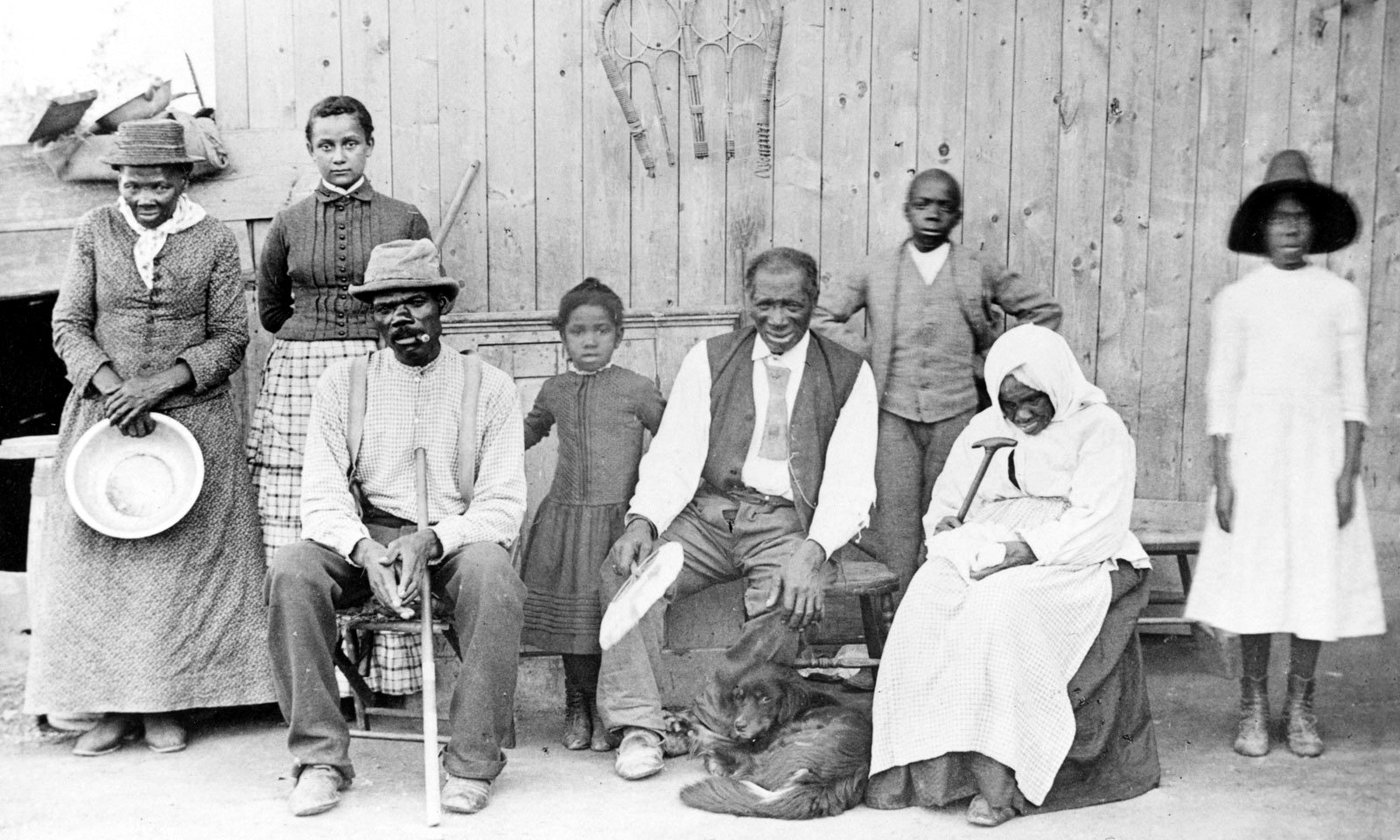
タブマン夫妻（左の帽子の人物2人）と救出された奴隷。（撮影地はオーバーンのタブマン家と推定。ニューヨークタイムズ、1887年頃。）

三年にもわたる看護兵、料理人、密偵、斥候としての北軍への従軍は非公式であり文書化されていなかったため、戦後、タブマンが政府から恩給を支給されることはなく、生活は困窮した。1865年、彼女は補償を求めて連邦政府を訴え、また1867年に再度訴えた。最初の申請から34年後の、1899年2月、タブマンが79歳になって未亡人年金という形で年間240ドルが支給されることになった。その少ない年金を元手に、1908年、高齢者と貧困者の家として、オーバーンに木造の施設を建てた。彼女はその家で働き、1913年に亡くなるまでの数年間、そこで過ごした。

### 権利活動家として
南北戦争が終わり、南部での奴隷解放の後も、黒人と女性の権利のために活動家として講演旅行に出かけるなど活躍した。伝記筆者セーラ・ブラッドフォードの協力を得て、1869年に自叙伝『ハリエット・タブマンの生涯の情景』を出版した。これはタブマンの経済的困難を著しく改善したが、先述のように歴史資料としては誇張や美化も多いとされる。同年、黒人の退役軍人ネルソン・デービスと再婚した。
ジョン・ブラウンはタブマンを「タブマン将軍」と呼び、「この大陸でもっとも勇敢な人物」と評した。フレデリック・ダグラスもまた、「ジョン・ブラウンを除けば、奴隷の逃亡を助けるため、タブマン以上に危険で困難な仕事をした人物を挙げることは出来ない」と述べている。
高齢になると、ニューヨーク州オーバーンにかねて買っておいた家に拠点を構えた。かつて南部から脱出に成功した両親が1859年頃に住んだ家である。合衆国陸軍から少額の恩給が受られるようになり、1908年、この街に施設を建てて身寄りのない元奴隷を住まわせ、その家で働きながら戦死した黒人兵の遺族への支援を続けた。最晩年には自らもそこに身を寄せて、1913年に肺炎で死去。93歳であった。臨終の際には、仲間や助けられた人々、支援者が集まり「スイング・ロウ・スウィート・チャリオット」を歌ったとされる。

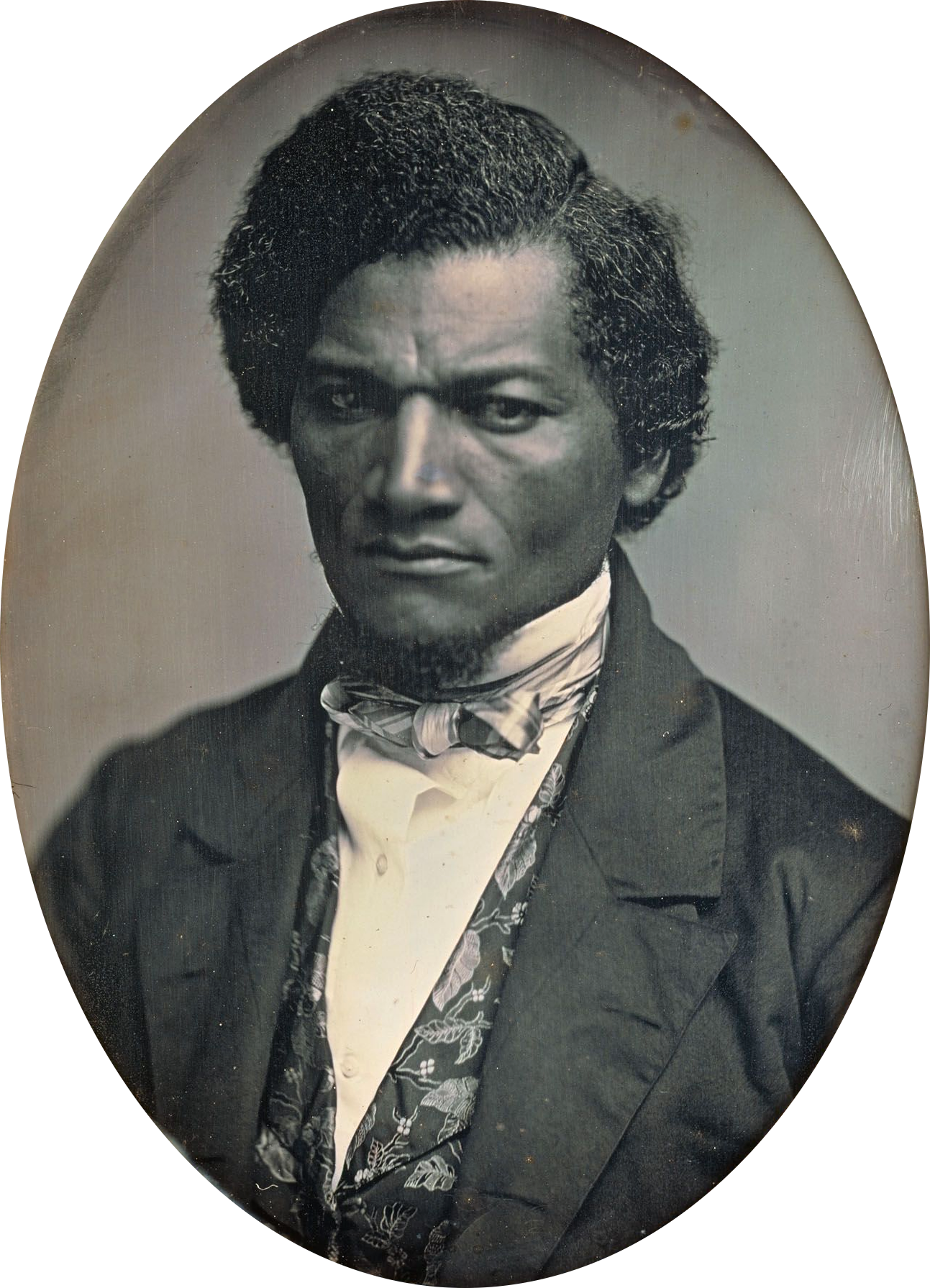
フレデリック・ダグラスも奴隷出身だった。（撮影：Samuel J Miller、1847年-1852年頃）
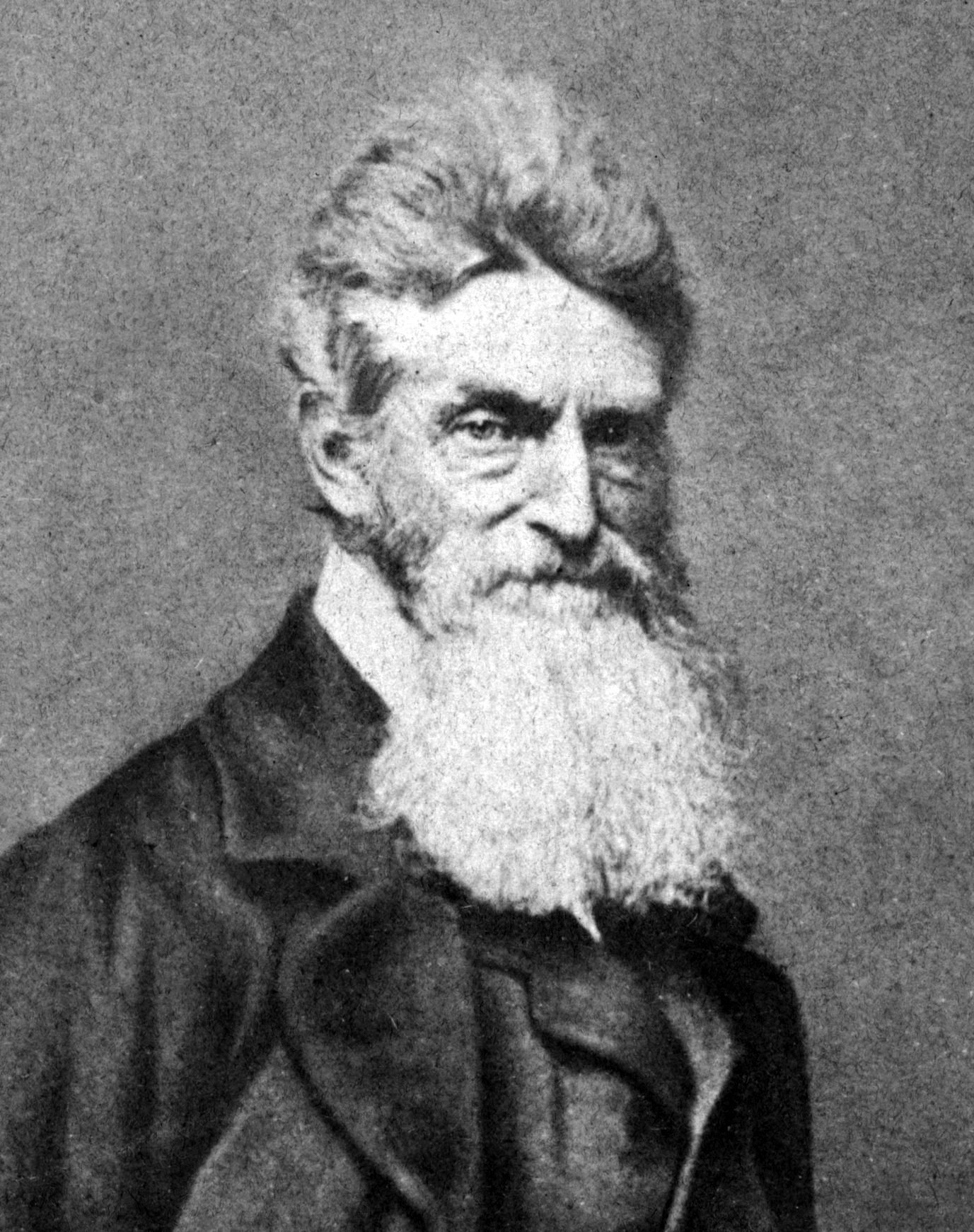
奴隷制度廃止運動家ジョン・ブラウン（伝Martin M. Lawrence撮影・部分、1859年）
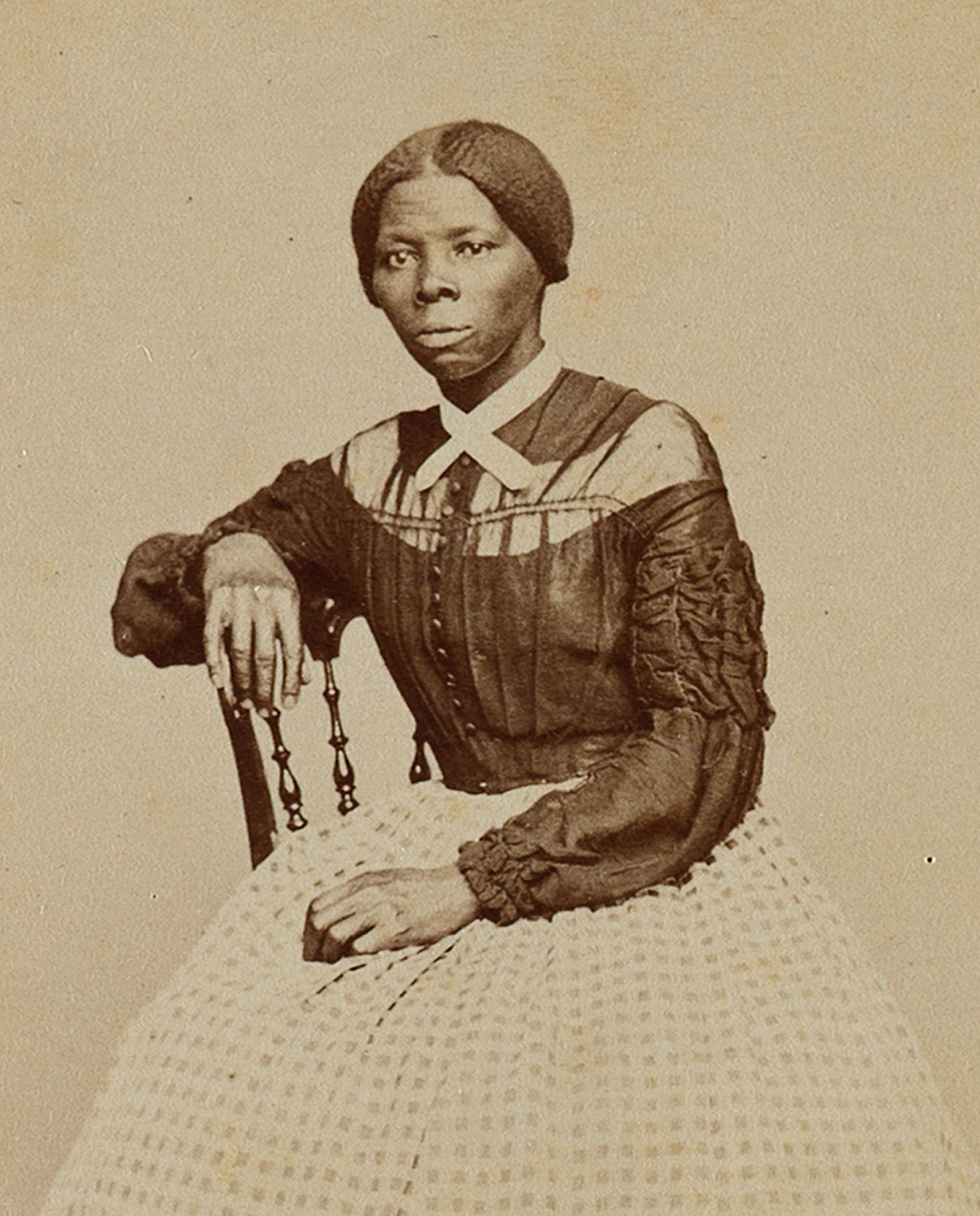
H・タブマン（1868年-1869年頃）
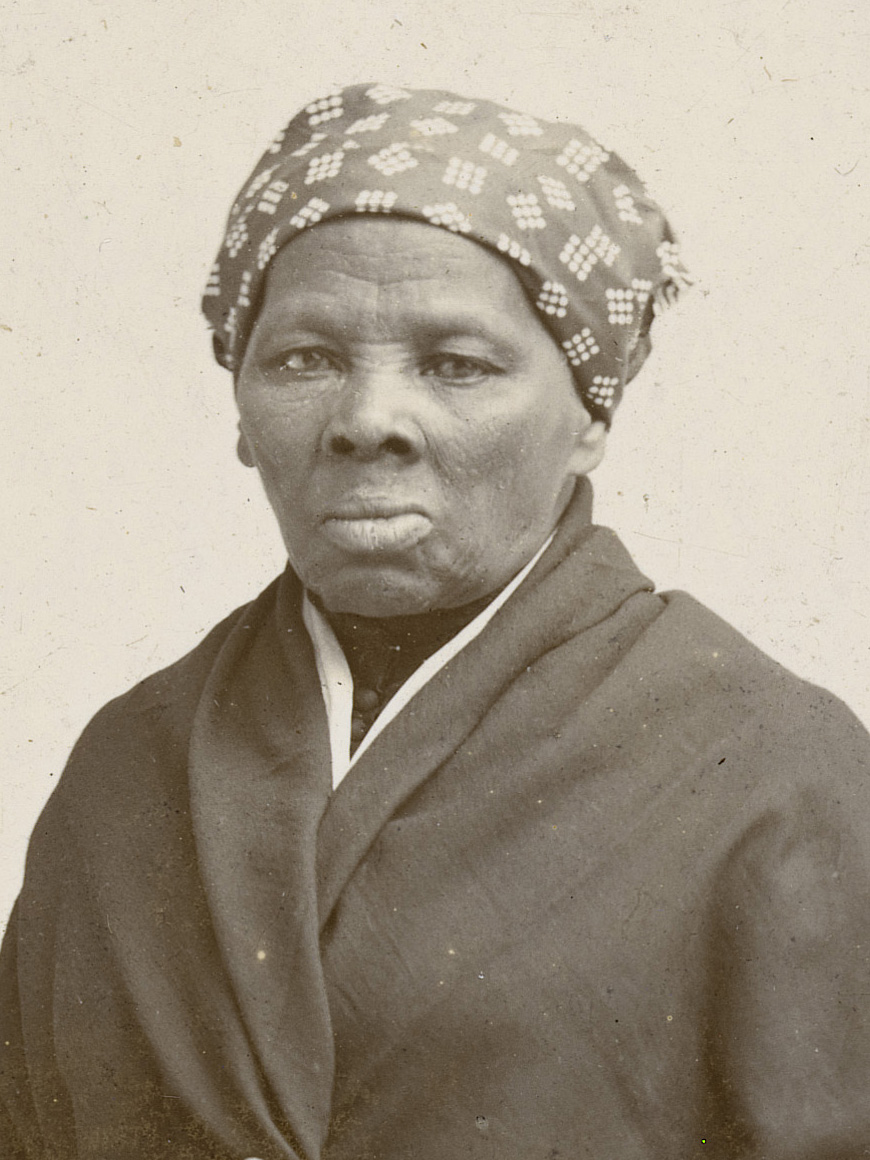
H・タブマン（The New England Magazine、1895年頃）
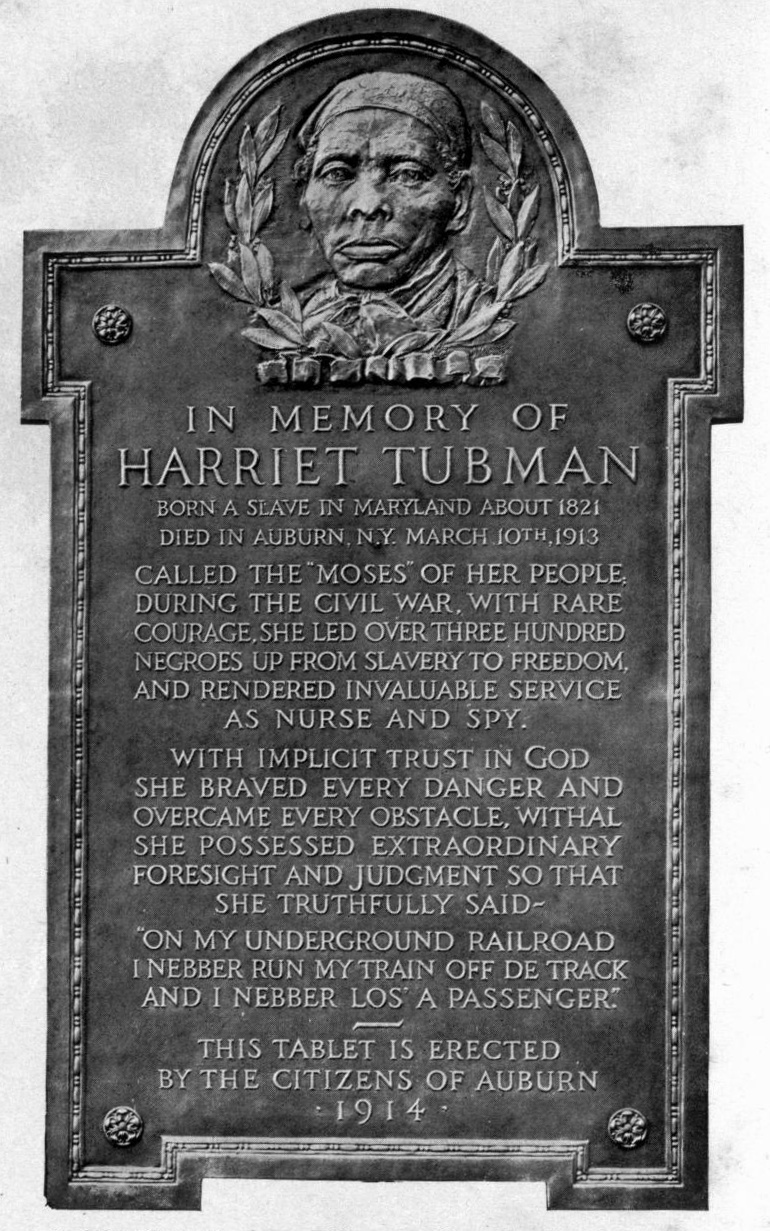
オーバーン市民が作ったH・タブマン顕彰の銘板。（1914年）
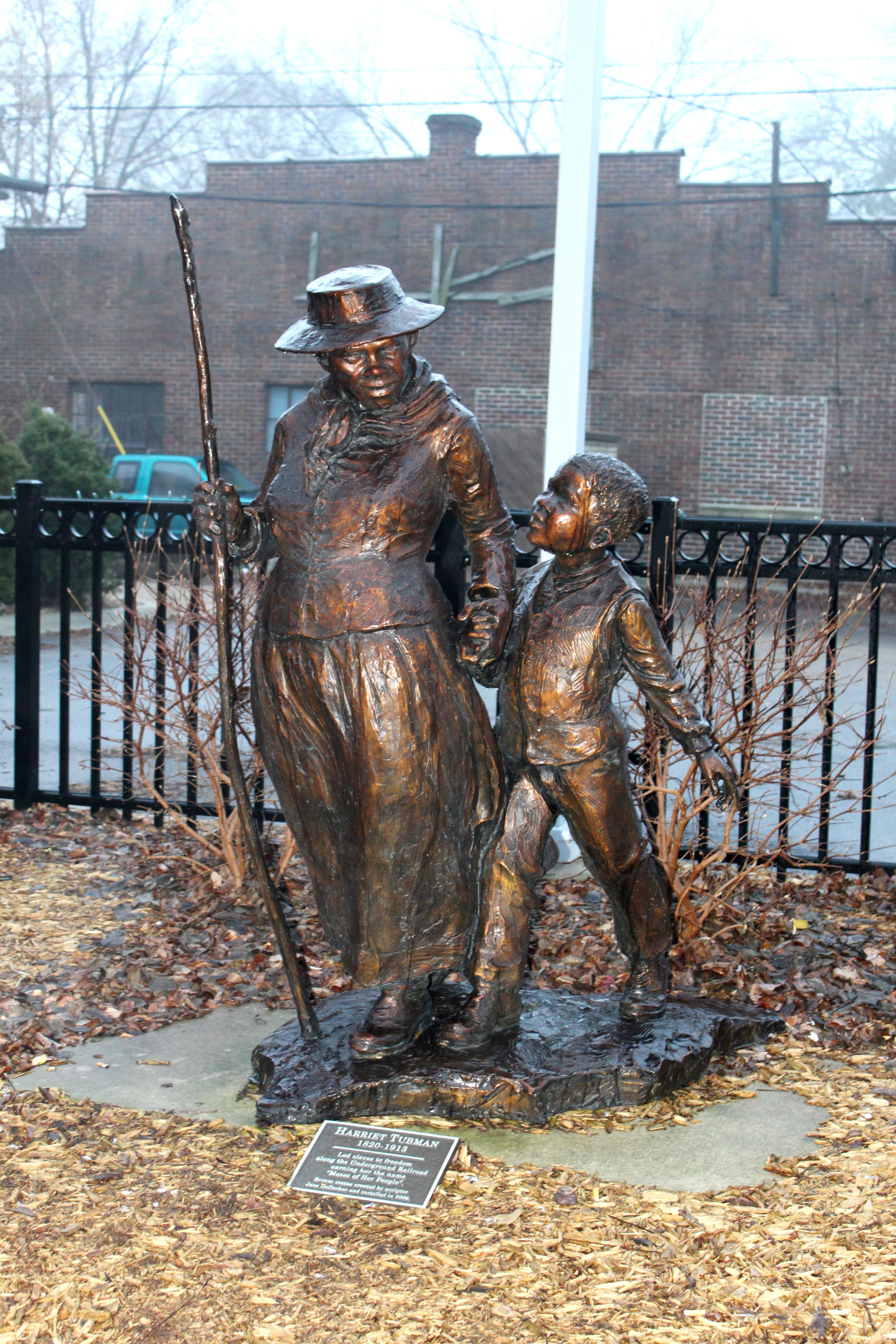
地下鉄道車掌の姿を写したH・タブマン記念像。 (Jane DeDecker制作、ミシガン州イプシランティ。2006年）

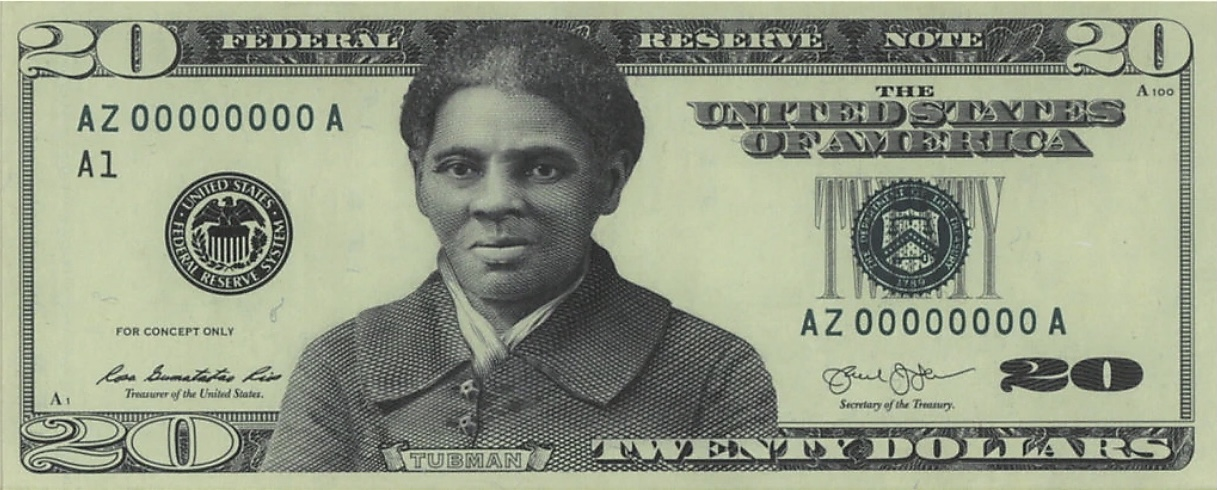
2016年の原案。

## 21世紀のハリエット・タブマン

### 新紙幣デザインの計画
2016年4月20日、新紙幣のデザインをめぐる60万人以上を対象とした調査で、タブマンが1位を獲得していた結果を受け、オバマ大統領と米財務長官ジェイコブ・ルーがタブマンを紙幣のデザインに採用する計画を発表した。2020年に行われる予定の新20ドル札で、タブマンを表面にデザインし、それまで採用されていたアンドリュー・ジャクソンを裏面に置く。アメリカドル紙幣にアフリカ系アメリカ人がデザインされるのは初となる。当初は2020年に発行される新10ドル札で女性がデザインされ、新20ドル札は2030年発行予定だった。しかし、「女性に参政権が与えられてから100年の節目となる2020年に20ドル札の変更を」という草の根運動により、10ドル札の変更は見送られ、新20ドル札が繰り上げて発行されることに決まった。
大統領候補ドナルド・トランプはこの決定を「純粋にポリティカル・コレクトネス」と批判的に語った。2017年、トランプ大統領が就任して以降は、タブマンの20ドル札についての情報が米財務省のウェブサイトから消滅した。2019年5月、スティーブン・ムニューシン財務長官は2028年までにはタブマンの新紙幣は実現化されないと発表した。
バイデン大統領就任後の2021年1月25日、「わが国の紙幣が歴史や多様性を反映したものであることは重要で、タブマン氏が新20ドル札の肖像になるのはまさしくそれを反映する」として、20ドル札の肖像をタブマンに変更する手続きを財務省が再開することが発表された。

### ミュージアム
2019年5月、メリーランド州ケンブリッジにあるハリエット・タブマン博物館教育センターに描かれている壁画が話題となった。三歳のアフリカ系アメリカの少女が、博物館の壁に描かれているタブマンの手に自分の小さな手を差しだしている写真が SNS で拡散され、メディアでも話題となった。煉瓦の壁を乗り越え、岸辺の小舟に導こうと手を差しだす力強いタブマンの壁画は、画家マイケル・ロザトの制作中の作品で、小さなミュージアムはこの絵のおかげで一気に有名になった。

### 映像
1978年12月11-12日、NBC製作のミニシリーズ『A Woman Called Moses』（『モーゼと呼ばれた女性』、日本未公開）。ハリエット役はシシリー・タイソン。
かつて『新春スポーツスペシャル箱根駅伝』のテーマ曲として使用されたI Must Go!（作詞作曲：ヴァン・マッコイ、歌：トミー・ヤング）は、本作のサウンドトラックのうちの一曲。
2020年6月5日、映画『ハリエット』が公開された。監督はケイシー・ レモンズ。ハリエット役はシンシア・エリヴォ。

### 艦名
アメリカ海軍は2023年9月17日に、建造予定のジョン・ルイス級給油艦9番艦(T-AO-213)に対し、「ハリエット・タブマン」の艦名を付与することを発表した。なお、2025年6月にピート・ヘグセス合衆国国防長官が、同型艦（2番艦）に付けられた艦名「ハーヴェイ・ミルク」（同名のLGBT人権活動家に由来）の変更を命じたことが報じられた際、本艦の艦名も変更を推奨したとされる。